# Ligia Bolívar
Ligia Bolívar Osuna (Valencia, Venezuela, 10 de agosto de 1957) es una socióloga venezolana y defensora de derechos humanos. Fundadora de PROVEA, integrante del Comité Ejecutivo Internacional de Amnistía Internacional y, en la actualidad, se desempeña como directora del Centro de Derechos Humanos de la Universidad Católica Andrés Bello, de donde es egresada.

## Biografía

### Actividad académica
Se graduó en sociología, en la Universidad Católica Andrés Bello, Caracas (1980). Posteriormente, realizó una Especialización en Derechos Humanos, en la Facultad de Ciencias Jurídicas y Políticas de la Universidad Central de Venezuela (1995 - 1999) y ha realizado cursos complementarios en las áreas de criminología, psicología, comunicación social, educación popular y derechos humanos.

### Trayectoria profesional
Su trabajo está orientado a la defensa de los derechos humanos, con foco en los Derechos Económicos, Sociales y Culturales (DESC). Más reciente, desde su actual cargo como Directora del Centro de Derechos Humanos de la Universidad Católica Andrés Bello, el primer centro académico dedicado a los derechos humanos, ha visibilizado la vulneración de los derechos civiles, la criminalización de la protesta, se ha dedicado a la investigación, documentación y el acompañamiento jurídico, así como ha alertado sobre "una satanización del trabajo de las organizaciones de DDHH".
Es consultora en las áreas de evaluación de proyectos, justicia, reforma judicial e institucionalidad democrática, educación en derechos humanos, sistemas internacional de protección de derechos humanos y estudios de factibilidad para diversas organizaciones internacionales. También es profesora de pregrado y postgrado en Venezuela y universidades de América Latina y Europa, además, cuenta con una extensa experiencia en actividades formativas en derechos humanos en diversos países de Norte, Centro y Sur América, el Caribe, Europa, Asia y el norte de África.

### De 1977 a 1987

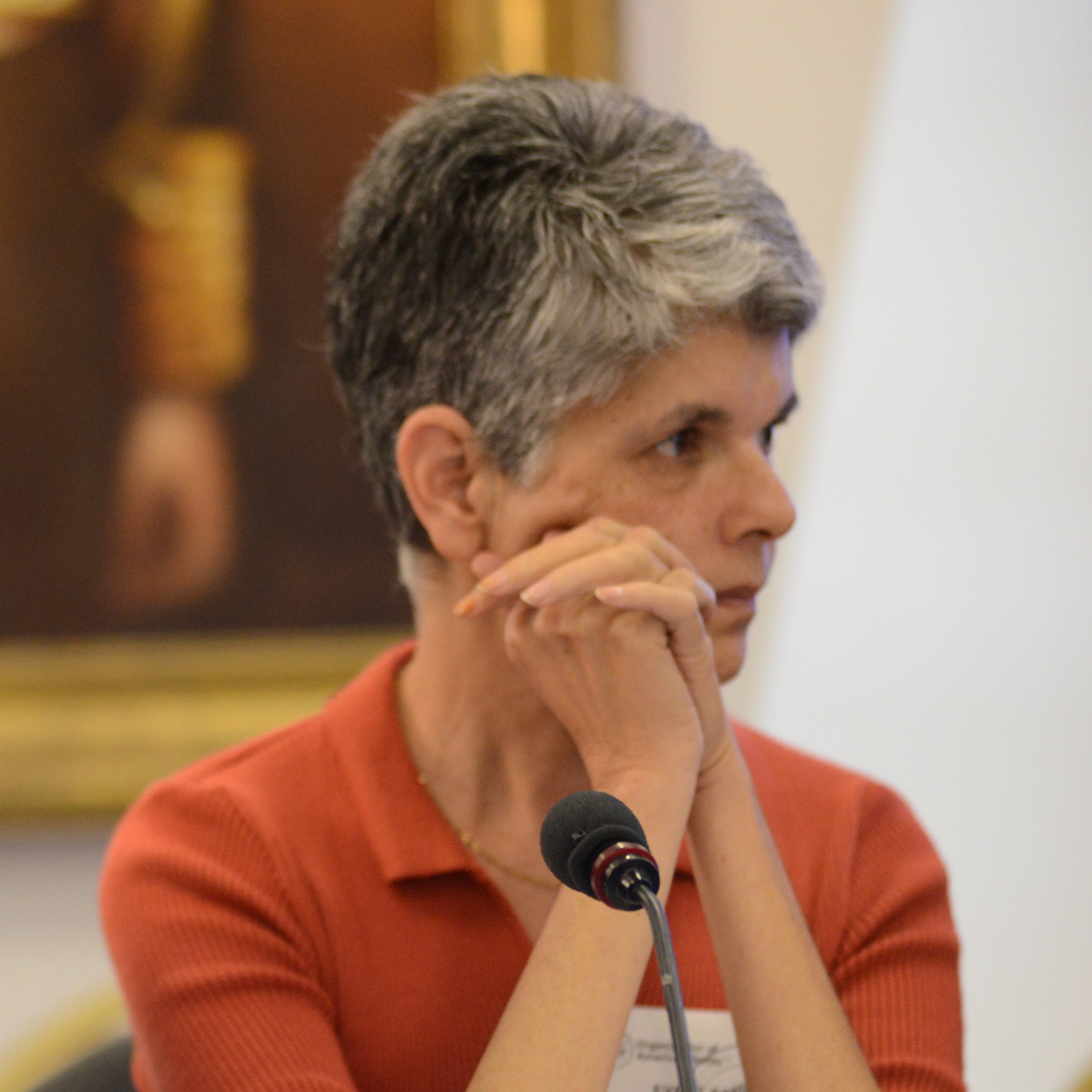
Ligia Bolívar en 2014

Su experiencia laboral inició en el Ministerio de Justicia. Primero en la Dirección de Prisiones, como asistente de investigaciones sociales, en el área de evaluación de proyectos (1977-1979) y, posteriormente, en la Dirección de Prevención del Delito, como asistente de investigaciones sociales, en el área de evaluación de proyectos (1979-1982).
Ingresó en Amnistía Internacional (1983-1985) como apoyo formativo y organizativo a grupos de la organización en Venezuela. Dos años más tarde, entre 1985-1987, fue coordinadora del área de Educación en Derechos Humanos del Centro al Servicio de la Acción Popular.
Trabajó en el Secretariado Internacional de la Oficina Regional de Enlace para América Latina de Amnistía Internacional (1987-1988).

### De 1988 a la actualidad
Continúa en Amnistía Internacional hasta 1988 y ese mismo año fundó PROVEA el 15 de octubre de 1988, en conjunto con Dianorah Contramaestre, con experiencia en las comunidades de cristianos de base en los barrios de Caracas y Raúl Cubas, detenido-desaparecido por la dictadura argentina en la ESMA (Escuela de Suboficiales de Mecánica de la Armada).
Se desempeñó como coordinadora del área de Formación y Defensa Jurídica Popular entre 1988 y 1996.
Fue expresidenta del Centro por la Justicia y el Derecho Internacional (CEJIL); miembro del Consejo Internacional para Estudios de Derechos Humanos; formó parte de la Junta de Síndicos del Fondo de Contribuciones Voluntarias de las Naciones Unidas para la Cooperación Técnica y coordinadora regional del Programa Interuniversitario de Derechos Humanos (Convenio AUSJAL-IIDH), proyecto del cual fue cofundadora y Coordinadora General hasta 2009.

## Asociaciones
- Miembro de Amnistía Internacional, desde 1979, con una amplia experiencia de representación de la institución.
- Miembro de la Asamblea de Provea desde 1988.
- Miembro de Penal Reforma International (Londres) desde 1990.
- Miembro del Directorio del Center for Justice and International Law (Washington D. C.); secretaria del directorio 1991-1996; Presidenta por un período 1996-2002.
- Miembro del Comité Promotor del International Council on Human Rights Policy (Londres - Ginebra) desde 1993; Vicepresidenta 1997 - 1998; miembro del Consejo Directivo.
- Miembro del Directorio del International Human Rights Internship Program (Washington D. C.) 1994 - 1998; consultora de la organización para proyectos especiales sobre derechos económicos, sociales y culturales (Tailandia, 1996 y 1998) y tendencias recientes en derechos humanos (El Cairo, 1997).
- Miembro del Directorio del Fondo Europeo de Derechos Humanos, Comisión de la Comunidad Europea (Bruselas) 1995 – 2001.
- Miembro del equipo asesor del proyecto conjunto de la Asociación Americana para el Avance de la Ciencia (Washington D. C.) y Huridocs (Ginebra) sobre derechos económicos, sociales y culturales 1996-1998.
- Miembro del Consejo de Administración del Fondo de Contribuciones Voluntarias para Asistencia Técnica de la Oficina del Alto Comisionado de Derechos Humanos de Naciones Unidas (Ginebra), 2001 – 2004.
- Miembro del Concejo Consultivo del International Center for Not-for-Profit Law (Washington) desde 2015.